# Спортивный автомобиль

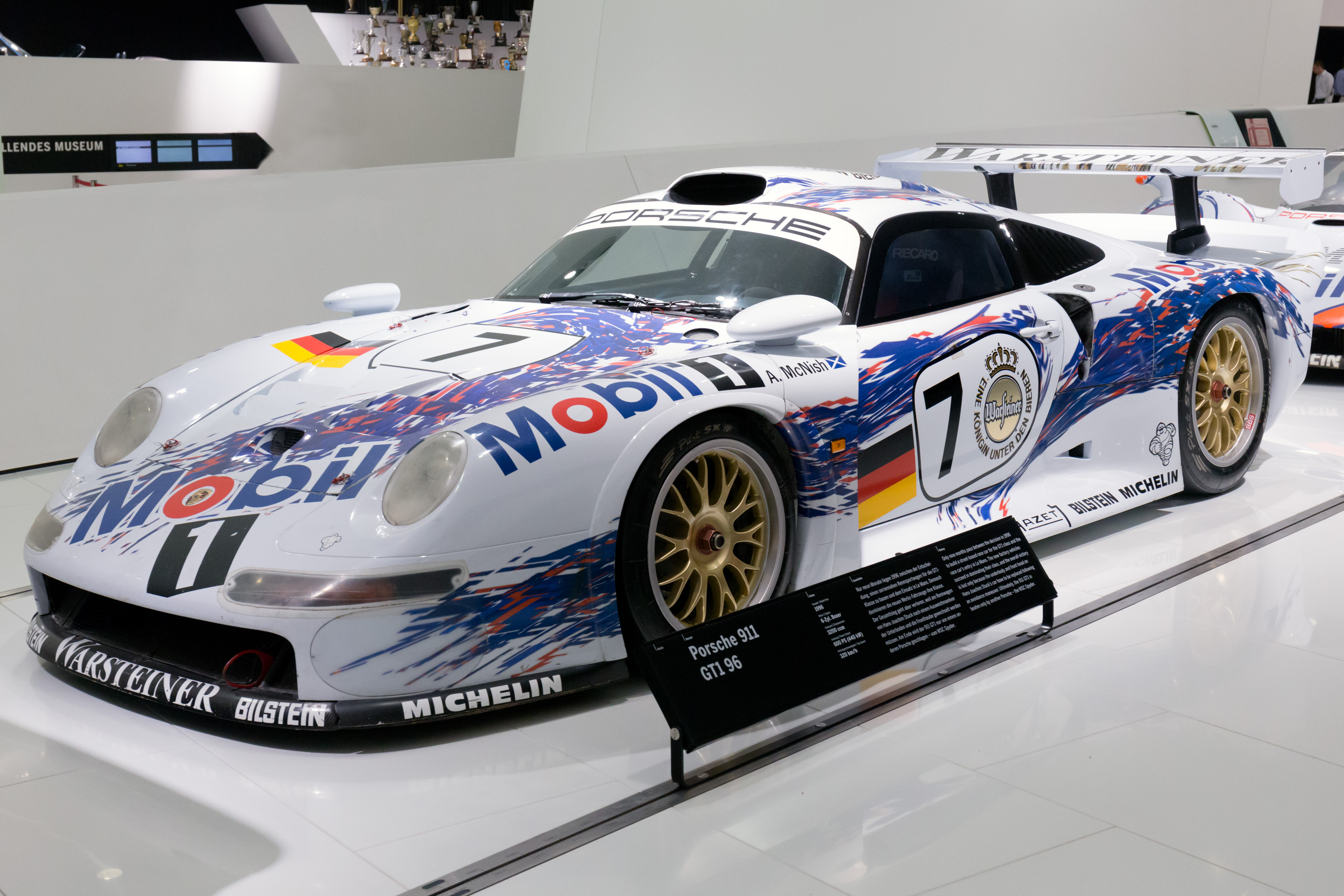
Типичный современный спортивный автомобиль Porsche 911 GT1-96 - закрытые колёса, 2 двери, асимметрично расположенное место водителя, внешние световые приборы

Спортивный автомобиль или спорткар (от англ. sports car) — двухместный автомобиль с закрытым или открытым кузовом и одинаковыми по диаметру колёсами, созданный в первую очередь под участие в автогонках, но потенциально пригодный для дорожной эксплуатации.

## Общее описание
Спортивный автомобиль формально является легковым автомобилем с повышенными динамическими качествами, снабжаемый не менее чем двухместным кузовом и полным оборудованием пассажирского автомобиля, как, например: две двери, ветровое стекло со стеклоочистителем, крылья, фары, стартер, передача заднего хода в трансмиссии, и т. д. Конструкция кузова, как правило, всегда специальная, обтекаемой формы с малой лобовой площадью. Конструкция шасси спортивного автомобиля может базироваться как на проекте одной из выпускаемых серийных моделей, в агрегаты и узлы которой вносятся необходимые изменения с целью форсировки двигателя и улучшения динамических качеств, так и на основе агрегатов перспективной модели, намечаемой к производству в ближайшее время и учитывающей все достижения автомобильной техники сегодняшнего дня. При создании такого автомобиля автопроизводитель имеет возможность использовать его для всесторонних испытаний, доводки и определения работоспособности новых узлов. Соревнования на спортивных автомобилях являются проверкой возможных форсировок, которые позволяют определить допустимые напряжения в деталях автомобиля, так как при скоростных состязаниях эти детали испытывают высокие нагрузки, создаваемые тяжелыми условиями работы. В дальнейшем эти нагрузки служат предельными величинами для расчетов напряжений. Работа над созданием и испытанием спортивных автомобилей дает хороший опыт, как правило, используемый при проектировании серийных пассажирских автомобилей ближайшего будущего.

### Типы
Исторически существовало два типа спортивных автомобилей — европейские и американские, которые существенно отличались друг от друга в соответствии с различием дорожной системы этих регионов и вкусами соответствующей аудитории.
Европейские спортивные автомобили создавались в первую очередь для быстрой езды по просёлочным дорогам (которые в наиболее развитых странах Европы уже в 1930-х годах были хорошо асфальтированы) — узким и извилистым, изобилующим опасными поворотами — либо по горным серпантинам. И для того, и для другого требовалась в первую очередь хорошая управляемость, мощность же была на втором плане, поскольку скорости были сравнительно невысоки. Поэтому европейские спортивные автомобили имели очень хорошо проработанное шасси и сравнительно слабые двигатели рабочим объёмом 1,5…3 литра, зачастую — форсированные варианты вполне рядовых силовых агрегатов от массовых седанов.
На этом фоне несколько,выделялись классическое английские спорткары, как правило сочетавшие минимальные размеры, исключительно примитивное оборудование салона (часто отсутствовали даже боковые стёкла, вместо которых в непогоду водителю приходилось пристёгивать к дверям брезентовые шторки с небольшими окошками) и минимальный комфорт со сравнительно большим по рабочему объёму малофорсированным двигателем конфигурации I6 или V8, и итальянские, зачастую имевшие исключительно утончённую конструкцию мотора (как правило малолитражного, не больше 2 литров объёма) с высокой степенью форсирования. Типичными примерами первых являются Austin-Healey, Sunbeam Tiger и Triumph TR, вторых — Lancia Aurelia и Alfa Romeo Spider.
С 1950-х годов начался массовый экспорт европейских спортивных автомобилей в Америку, которая со временем стала для них основным рынком сбыта. Это вызвало значительное изменение их концепции, в первую очередь — резкий рост габаритных размеров, повышение уровня комфорта и характеристик силового агрегата. В первую очередь именно американскому покупателю были адресованы считающиеся ныне типичными суперкары марок «Феррари», «Мазерати» и «Ламборгини», по размерам, мощности и комфорту вплотную приближавшиеся к классу Gran Tourismo. При этом для внутреннего европейского рынка продолжали выпускаться куда более скромные спортивные автомобили традиционного типа.
Американские традиции строительства быстроходных автомобилей тоже очень давние, восходящие к 1920-м годам и таким маркам, как «Обёрн», «Корд» и «Дюзенберг». Однако Великая депрессия прервала этот процесс, перенеся акцент на снижение цены, увеличение размеров автомобилей и повышение их комфорта. Заново он пошёл лишь после Второй мировой войны, когда возвращающиеся из Европы солдаты стали привозить домой европейские спорткары, такие, как MG TC — маленькие, не слишком мощные, но хорошо управляющиеся и очень увлекательные в вождении. Ответом местных производителей на эту тенденцию стали собственные американские спортивные модели, первой массовой среди которых стал Chevrolet Corvette (1953). Это был довольно крупный по европейским меркам автомобиль с достаточно примитивным шасси. Изначально на него ставились лишь сравнительно слабые шестицилиндровые моторы, а уровень комфорта соответствовал таковому у европейских аналогов, то есть, по американским меркам был весьма скромен. Однако публика посчитала это существенным недостатками, поэтому впоследствии «Корвет» развивался в направлении увеличения мощности двигателя (теперь уже исключительно V8) и повышения комфорта. В результате появился американский спортивный автомобиль — очень мощный, достаточно комфортабельный и имеющий неплохую, но не такую отточенную, как у «европейцев», управляемость, что не было существенным недостатком в стране прямых, как стрела, хайвеев.
«Форд» с самого начала сделал ставку на эти качества, однако построил свой «ответ европейцам» — Ford Thunderbird — на укороченной версии серийного шасси обычного седана, из-за чего управляемость оказалась весьма неважной. Его обычно даже не считают спортивным автомобилем, поскольку он стал основоположником совершенно особого, типично американского автомобильного «жанра» — Personal Luxury Car, то есть роскошного автомобиля для водителя, рассчитанного на максимальный комфорт для двух человек.
В середине 1960-х годов модные тенденции американского рынка переключились с «чистых» спорткаров на «спортивные» версии обычных автомобилей — Pony Cars и Muscle Cars, которые из всех признаков спортивности имели лишь мощный двигатель (да и то только в высших комплектациях). А ещё через десять лет, после начала бензинового кризиса первой половины 1970-х годов, начался расцвет моделей категории Personal Luxury, причём как правило с весьма скромными скоростными возможностями.
Некоторое оживление на американском рынке спортивных автомобилей началось лишь с конца 1980-х годов, когда появились такие модели, как Dodge Stealth, Ford Probe и Dodge Viper — как правило сочетавшие американские размер и комплектующие с европейской общей концепцией.
В настоящее время спортивные автомобили являются исключительно нишевым сегментом, причём высокие затраты на разработку и небольшой спрос способствуют унификации их концепции, поэтому описанное выше деление на национальные «школы» стало фактически неактуальным.

## Мотор и трансмиссия
Настоящий спортивный автомобиль не обязательно должен иметь сверхмощный мотор (хотя многие из них часто имеют очень мощные моторы). Весьма часто обычные двух-четырёхдверные седаны и двухдверные купе среднего и большого классо-размеров таких марок как Audi, Bentley, BMW, Jaguar, Mercedes-Benz, Rolls-Royce и некоторых других — имеют 8-, 10-, 12-цилиндровые моторы значительно больших объемов, и следовательно большую суммарную мощность. Однако высокие скоростные характеристики спортивных автомобилей достигаются в первую очередь за счет соотношения мощности двигателя, передаточного числа трансмиссии и относительно небольшого веса кузова, а также низким аэродинамическим сопротивлением, сбалансированностью шасси и современной подвески, наличием колес соответствующего размера и качеством их контакта с дорожной поверхностью.
Конструкционное расположение мотора на шасси может быть как передним или задним так и центральным (внутри колёсной базы). В более динамичных моделях предпочтительней заднее или центральное расположение двигателя с приводом на заднюю ось. Этим уменьшается потеря крутящего момента, а следовательно и мощности на трансмиссии, а также улучшается развесовка по осям и как следствие управляемость автомобилем.
Виды конструкции двигателя могут быть самые разнообразные: четырехцилиндровый рядный ДВС, чаще шести-, восьмицилиндровый V-образный мотор, часто с турбонаддувом. Реже это оппозитный двигатель (как наиболее распространенный мотор в моделях Porsche), иногда роторный двигатель Ванкеля (как напр. в модели Mazda RX-8), электро-аккумуляторный (напр. Tesla Roadster) или электро-бензиновый гибридный двигатель, как в модели Fisker Karma.
Коробка передач — как правило с ручным переключением, 6-ступенчатая (5-ступенчатая на более старых моделях), реже, в более дорогих моделях — автоматическая или комбинированная с электронным управлением.
Убранство внутреннего салона может иметь люкс-оснащение, либо быть «спартанским», внутренний дизайн может быть как массовым, так и выполненным из специальных материалов — это также в большой мере влияет на конечную цену модели.

## Фирмы-производители
Компании-изготовители могут быть условно поделены на следующие категории:
- компании, специализирующиеся в основном только на спортивных моделях (спортивные купе, родстеры) и производящие их небольшими сериями: AC Cobra, Aston Martin, Bugatti, De Tomaso, Ferrari, Lamborghini, Lotus, McLaren, Pagani, TVR ;
- автомобилестроительные фирмы, производящие широкий спектр спортивных и гоночных автомобилей: Alfa Romeo, Audi, BMW, Jaguar, Porsche, Maserati, Mercedes-Benz,;
- спортивный сектор таких больших многопрофильных компаний или автоконцернов как: Chevrolet, Dodge, Ford, Honda, Mazda, Mitsubishi, Nissan, Subaru,  Toyota,  Volkswagen и другие.

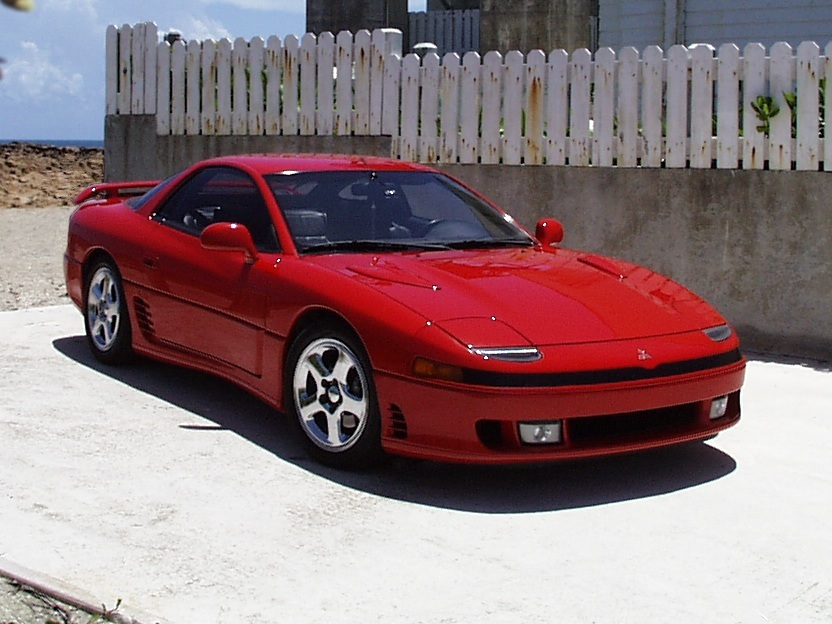
Mitsubishi 3000GT
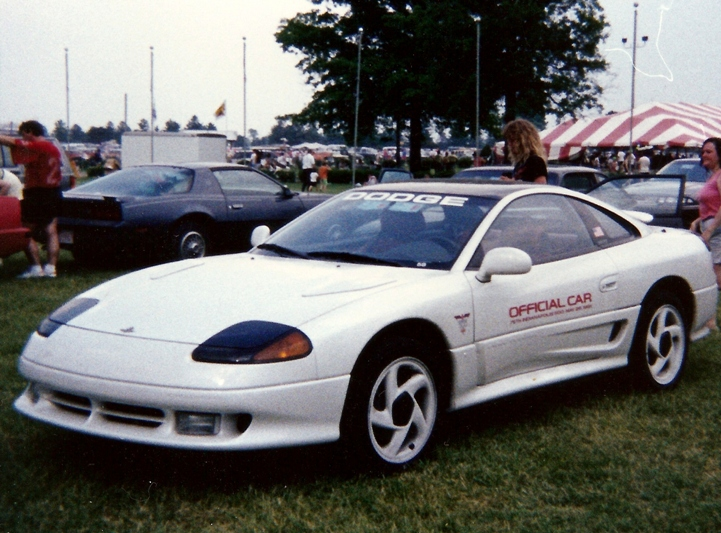
Dodge Stealth
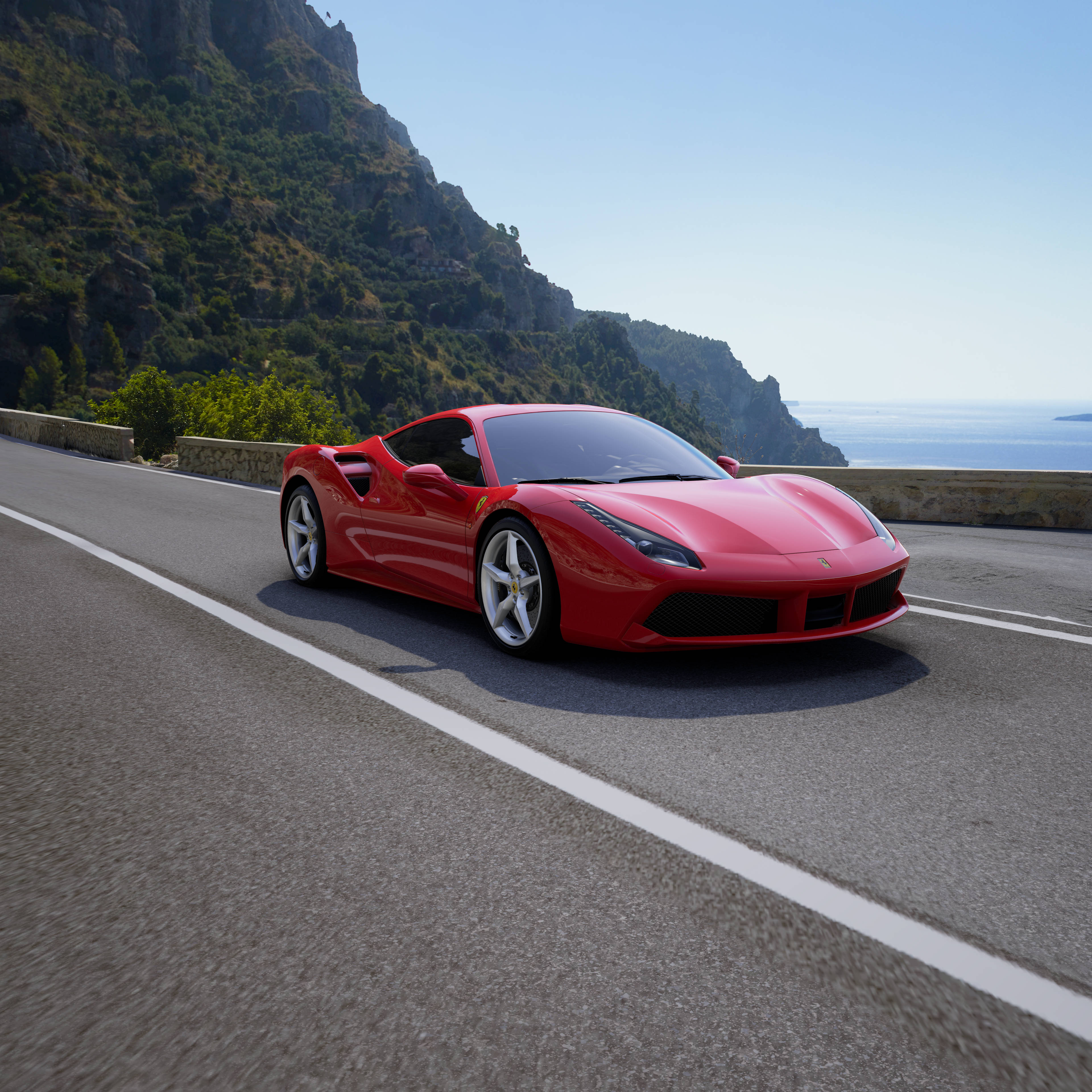
Ferrari 488
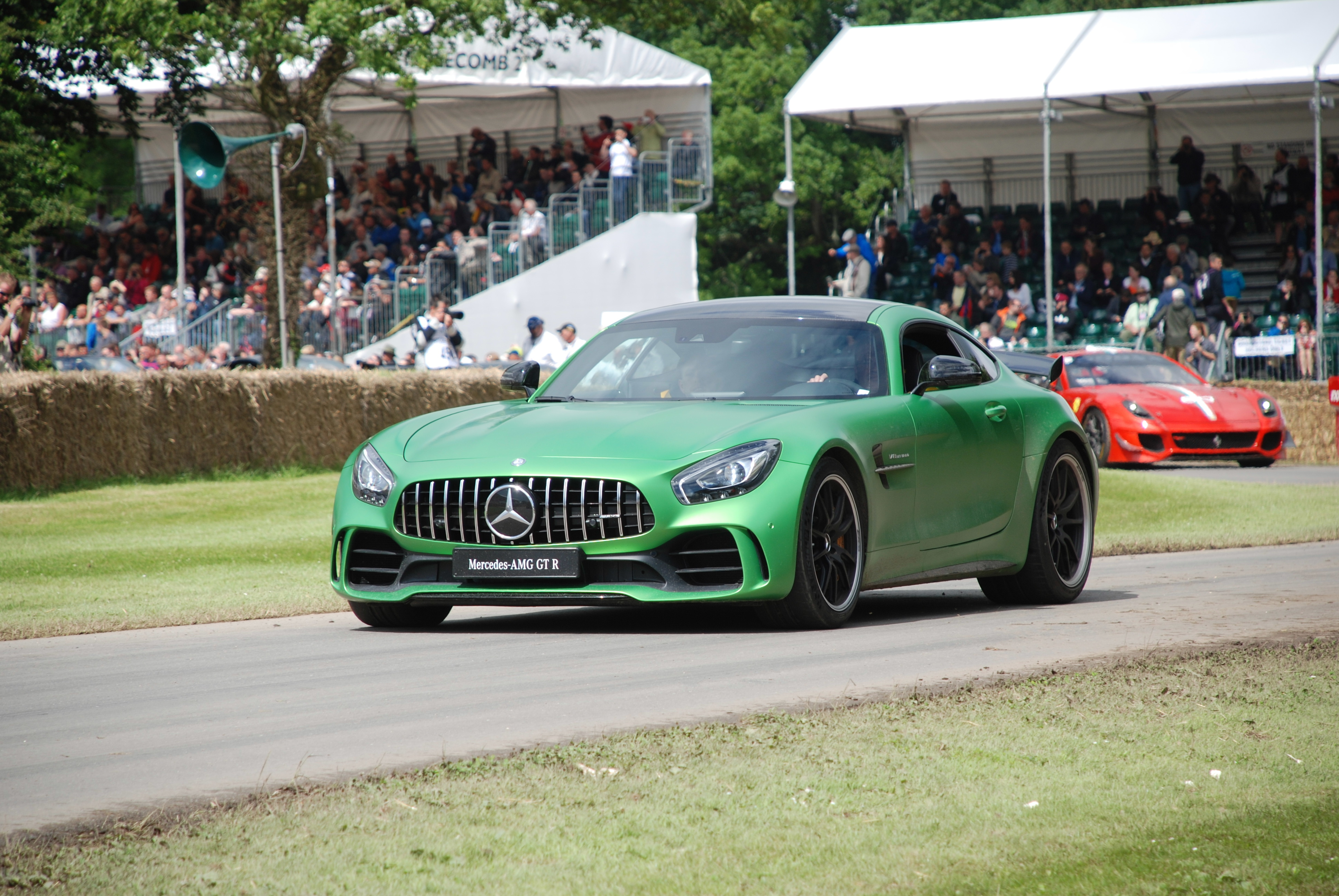
Mercedes-AMG GT
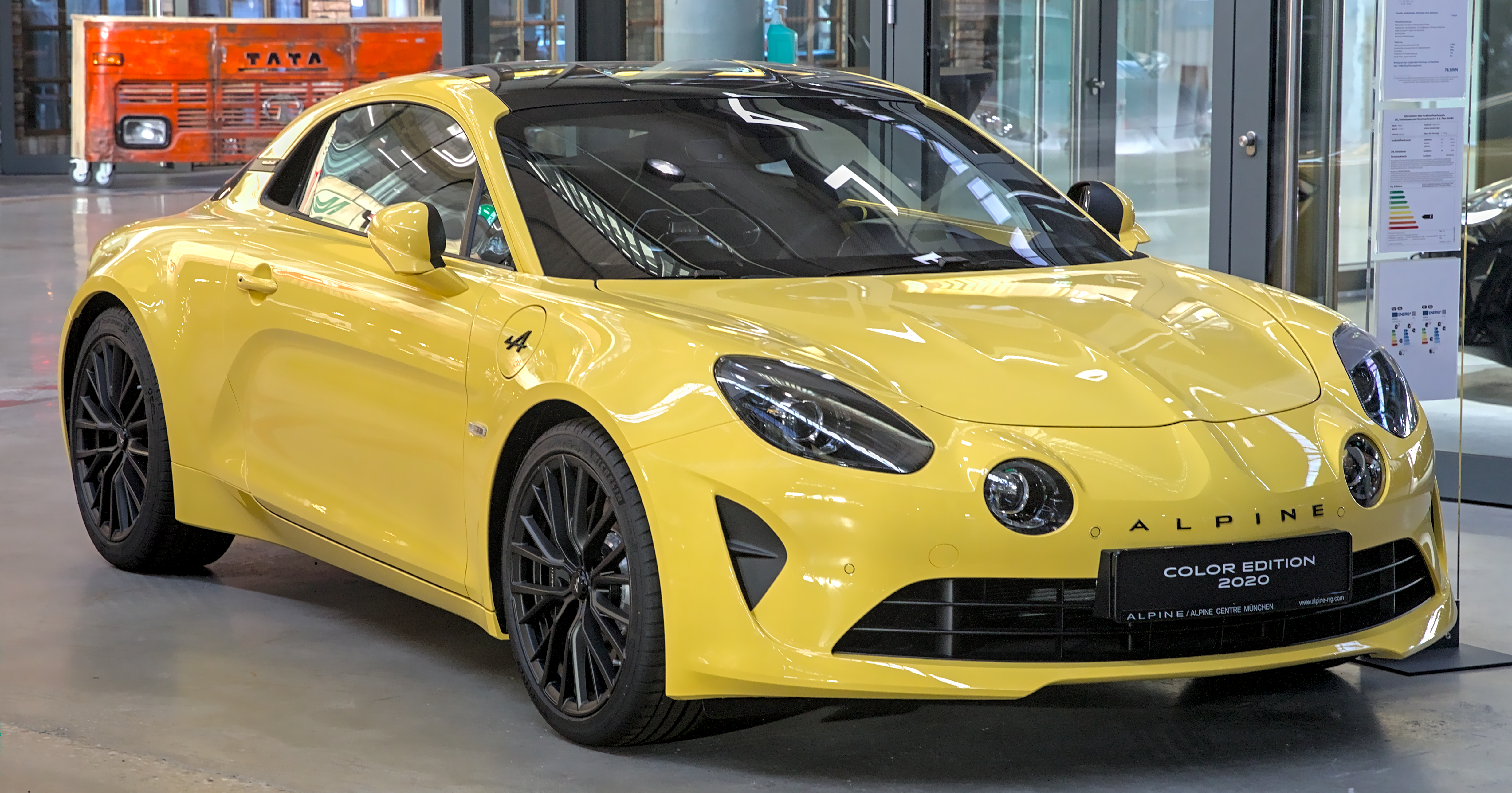
Alpine A110
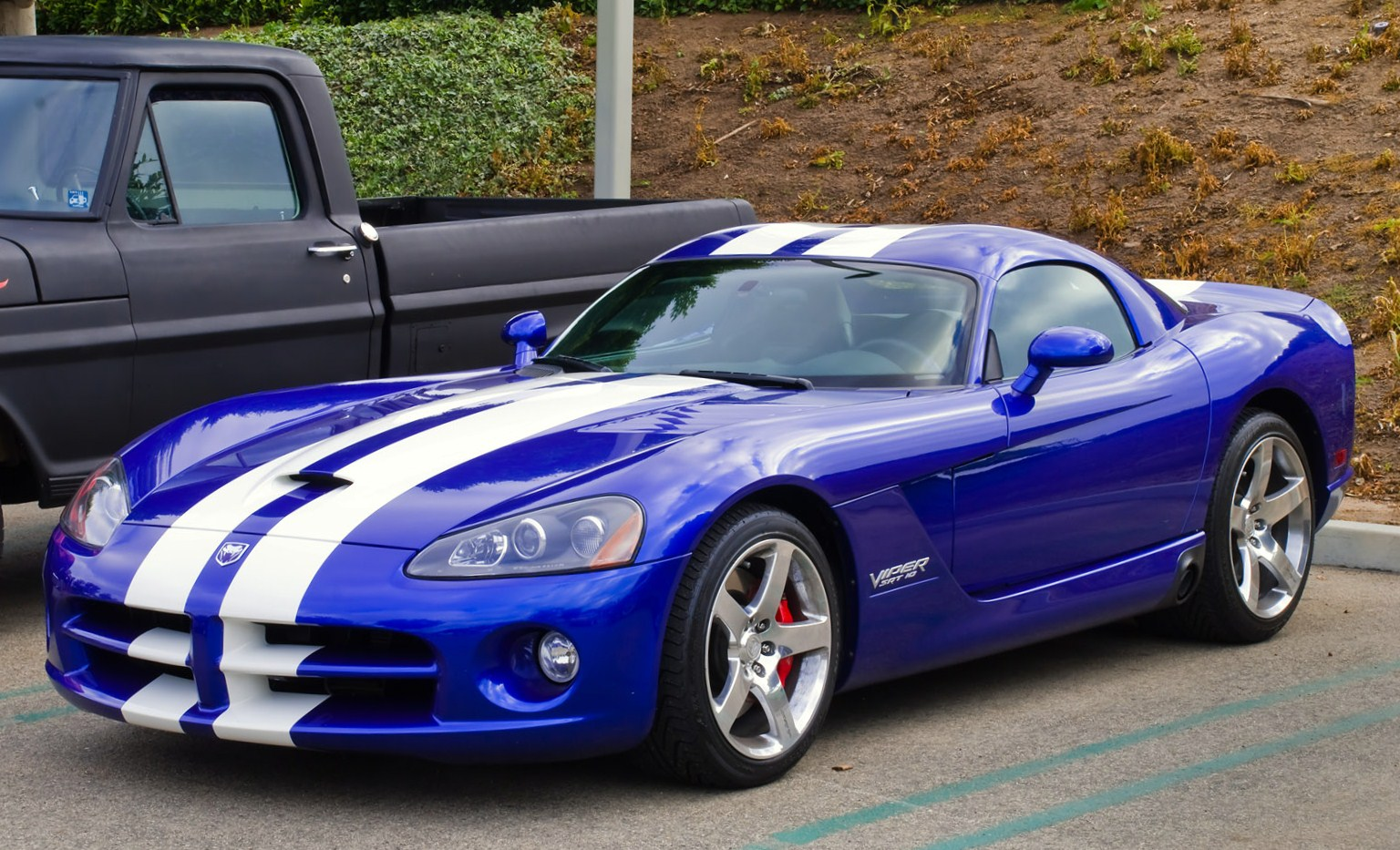
Dodge Viper SRT-10
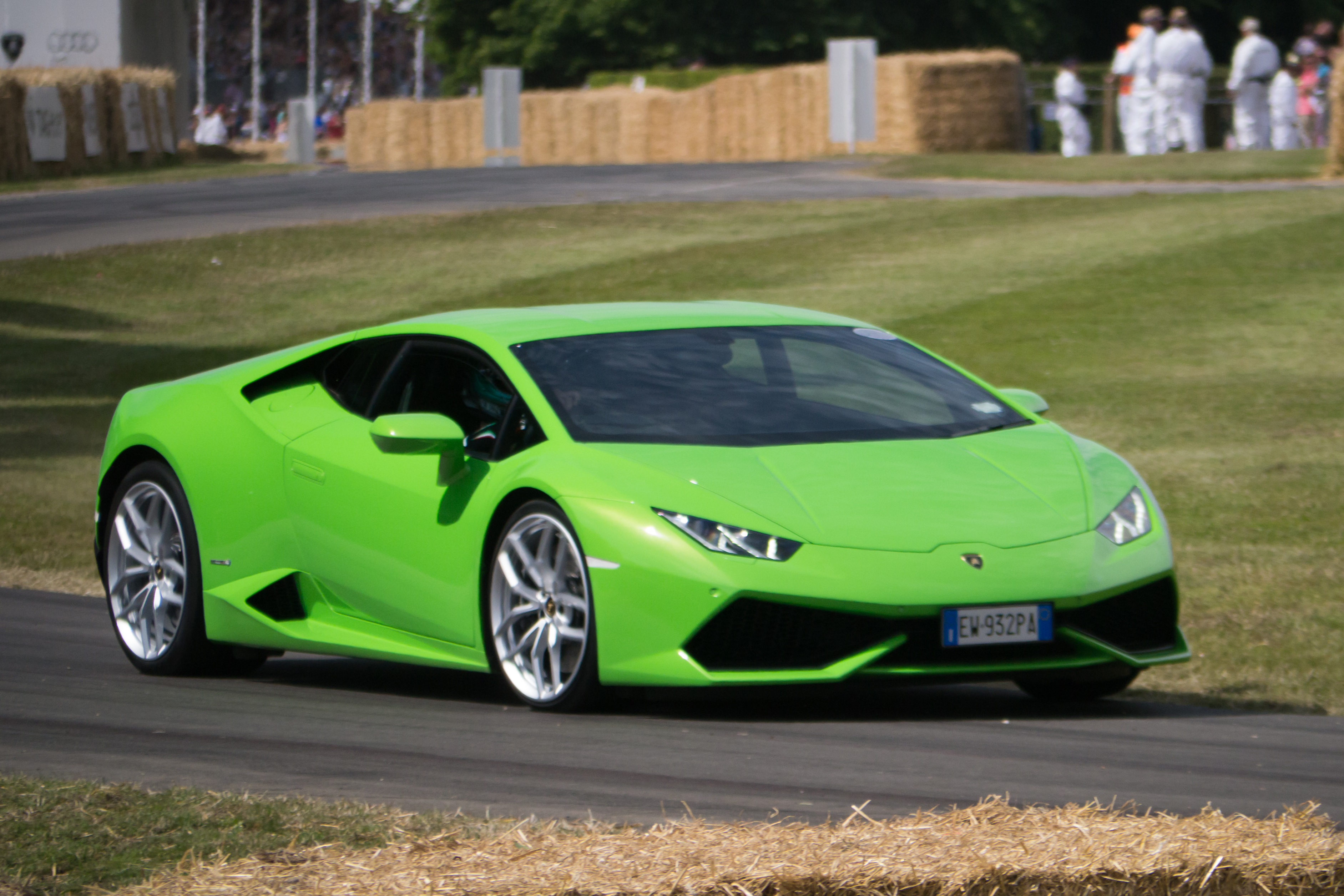
Lamborghini Huracán
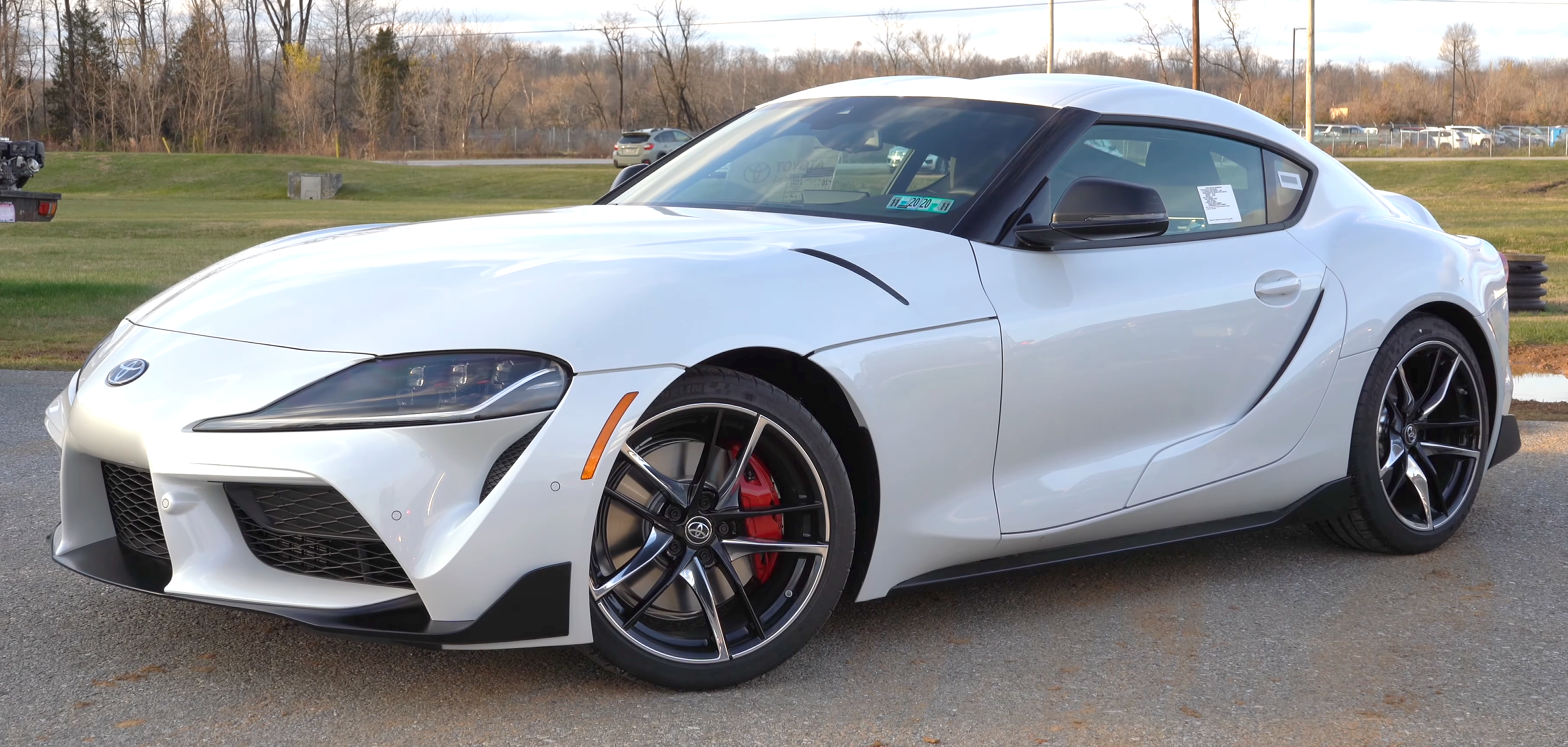
Toyota Supra
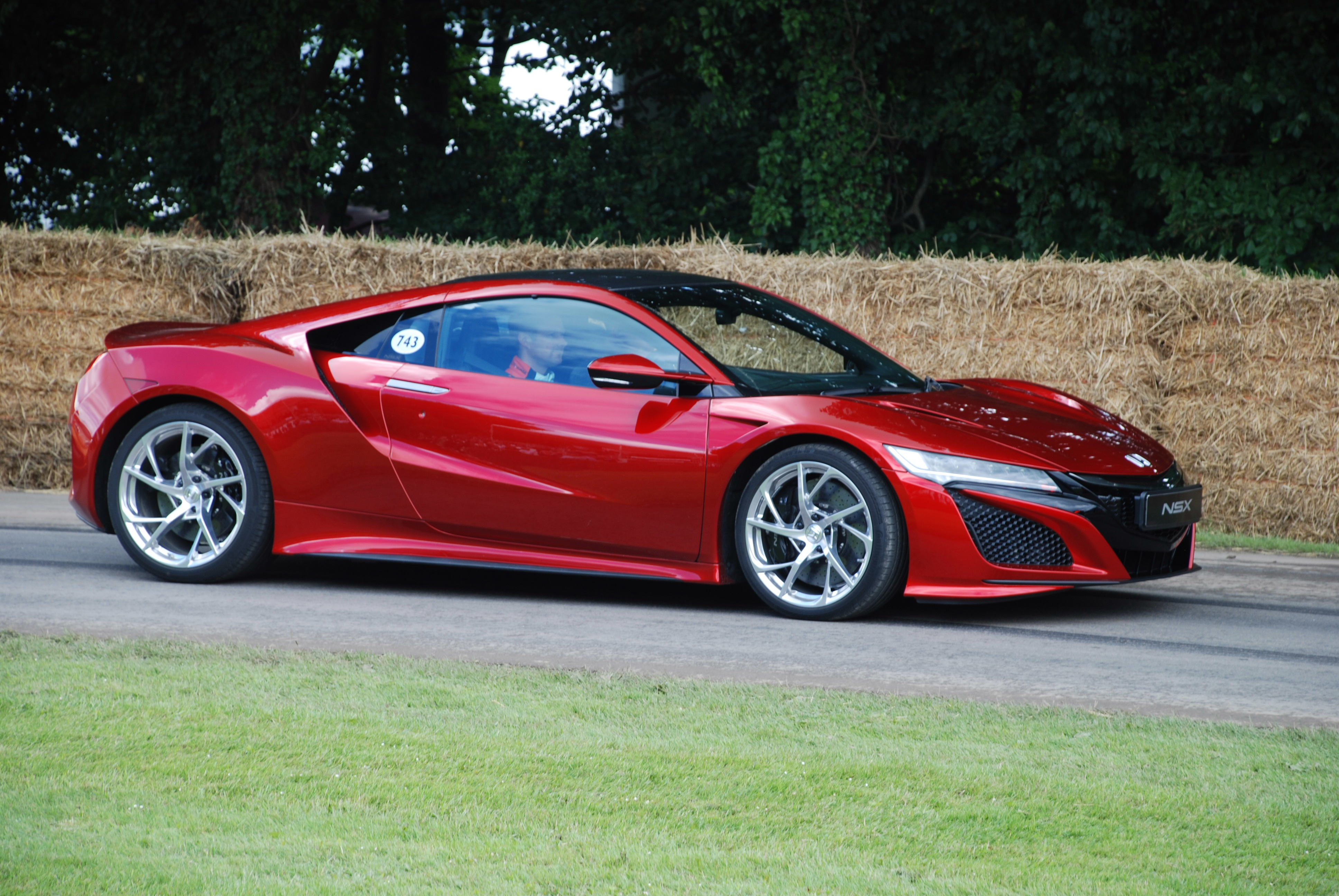
Honda NSX
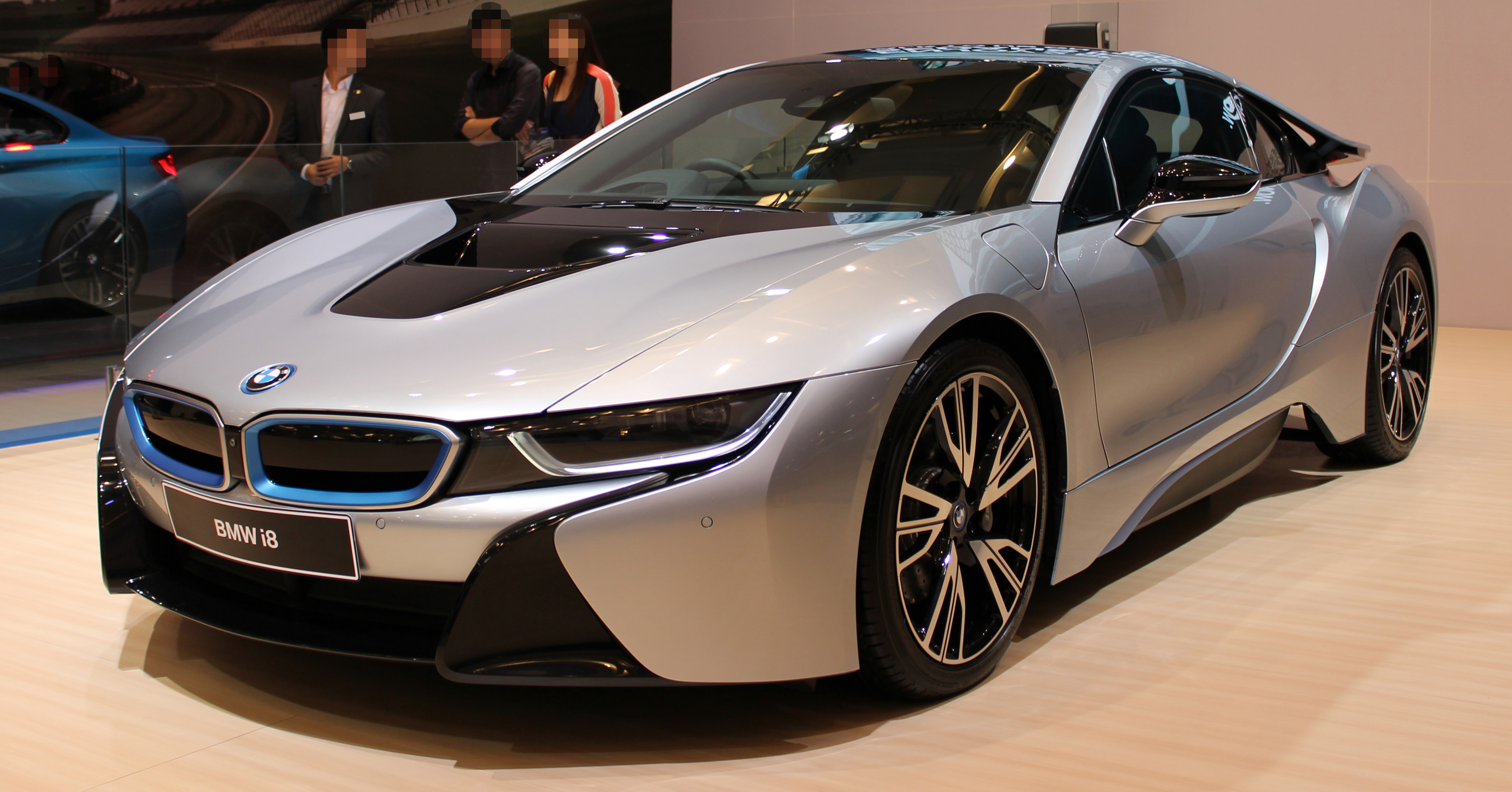
BMW i8
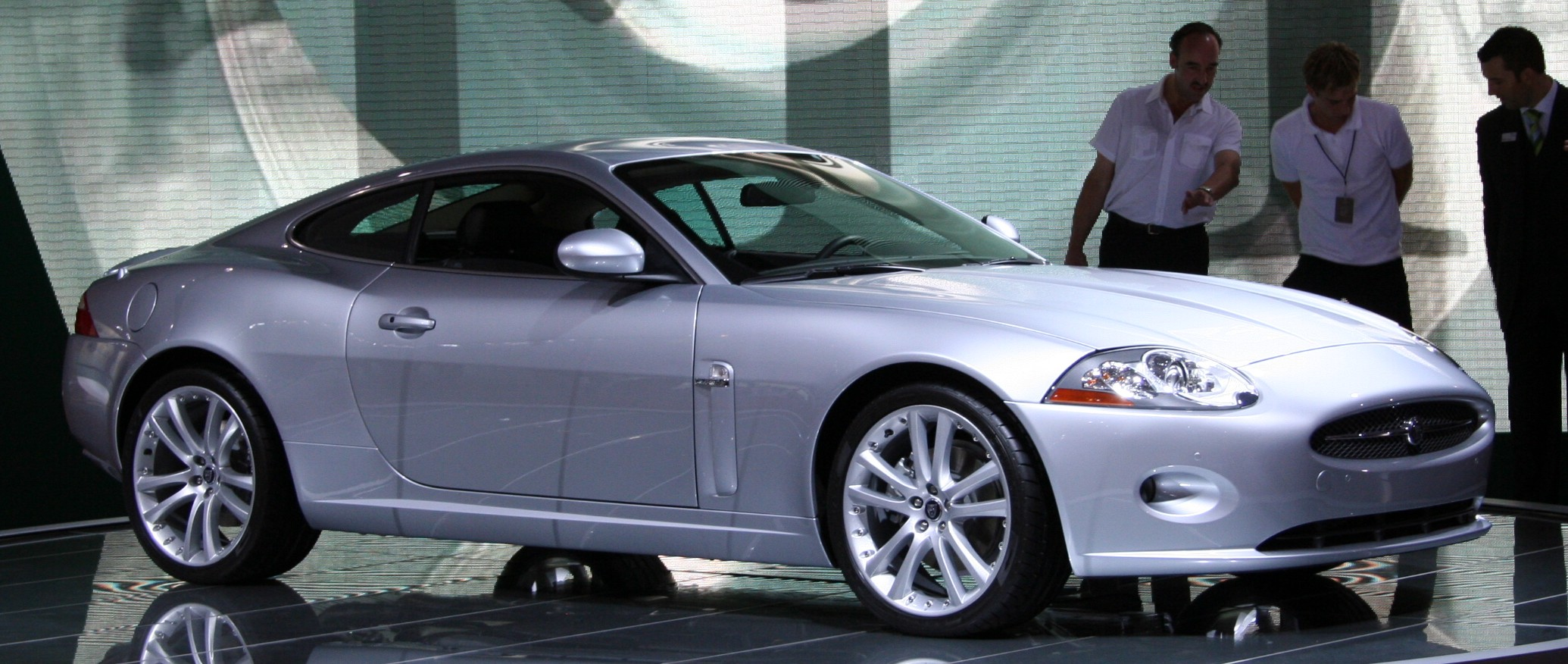
Jaguar XK
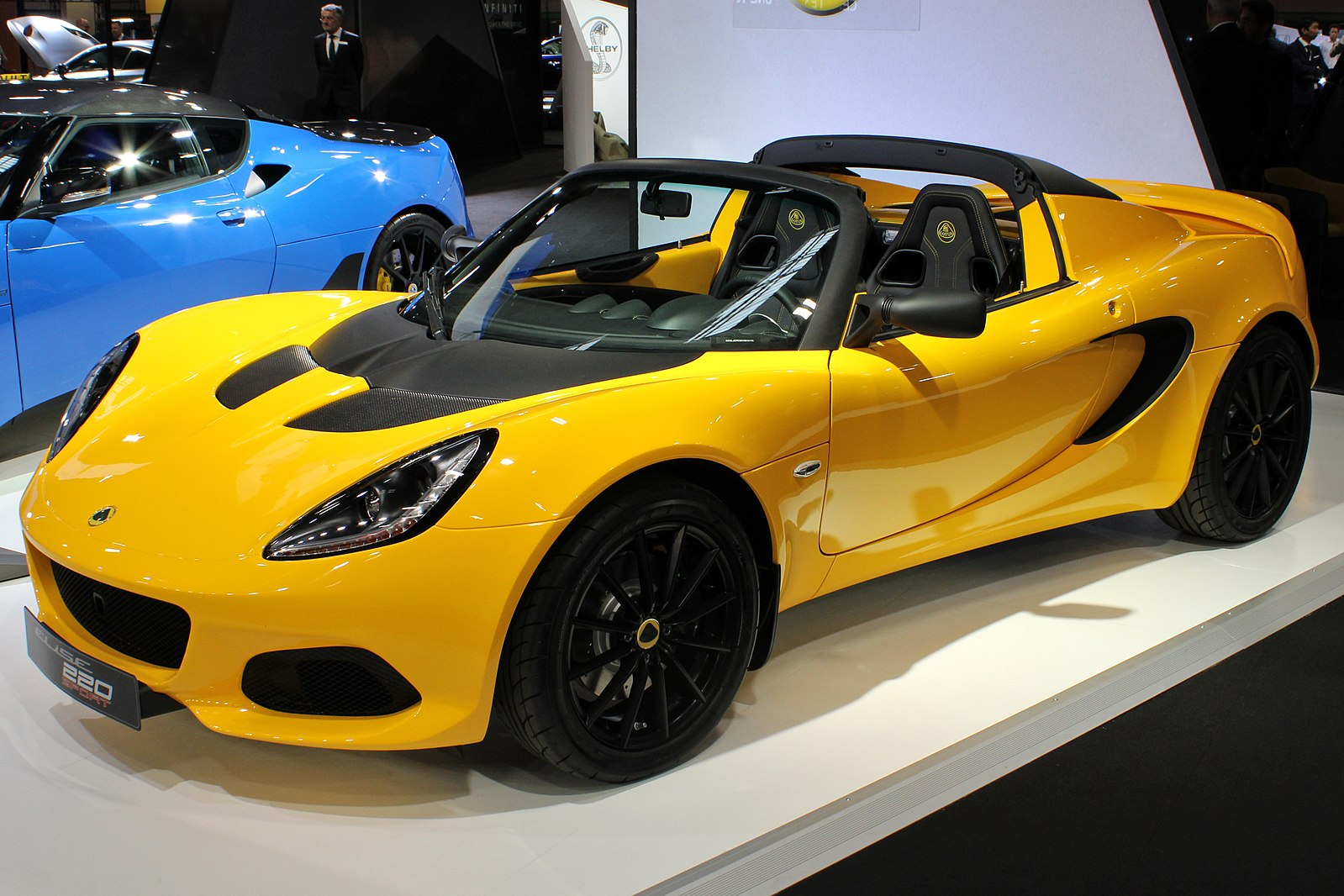
Lotus Elise 220